# Saint Marks
Saint Marks är en ort i Wakulla County i delstaten Florida, USA.